# Братец медвежонок 2
«Братец медвежонок 2» (англ. Brother Bear 2) — американский анимационный комедийно-драматический-direct-to-video фильм в жанре романтического фэнтези, продолжение мультфильма «Братец медвежонок», премьера которого состоялась 29 августа 2006 года. Мелисса Этеридж внесла свой вклад в три песни. По сюжету, приключения братьев-медведей Кеная и Коды продолжаются. В то время как первый фильм посвящен отношениям Кеная с Кодой, этот больше фокусируется на его связи с девушкой из его прошлого, Нитой.
Джереми Суарес, Рик Моранис, Дейв Томас и Майкл Кларк Дункан повторили свои роли, а Патрик Демпси заменил Хоакина Феникса на роль Кеная. Как было слышно в первом трейлере, на роль Кеная изначально был выбран Джейсон Марсден, прежде чем был заменён Демпси. В конце титров Марсден по-прежнему отмечается как один из дополнительных голосов. Джейсон Райз, озвучивавший Денахи, умер в 2004 году, поэтому его персонаж не появляется в мультфильме.
Продюсер Джим Баллантин был удалён из проекта и заменён на Каролин Бейтс.

## Описание сюжета
Кенай и Кода только-только проснулись от зимней спячки. После этого они встречаются с лосями и медведями, которые говорят о весне как о времени любви. Однажды Кеная мучают сны о его человеческой жизни, в частности, сны о девушке Ните, которой он подарил в детстве амулет. Нита собирается выйти замуж, но не может, так как амулет связал её с Кенаем узами. Во время обряда прогремел гром: великие духи напомнили, что девушка к свадьбе не готова. Ради свадьбы эти узы необходимо уничтожить. До момента разговора с шаманкой Нита не помнила о том, в чём дело.
По пути к водопаду, где амулет необходимо сжечь, Кенай и Нита сильно сближаются. После сожжения амулета Нита возвращается в селение. Кода, видя, что Кенай действительно полюбил Ниту, бежит за девушкой в деревню. Там его пытаются убить местные жители. Кенай спасает Коду, но сам оказывается на волоске от смерти. Но Кеная спасают верные друзья-лоси. Атка был шокирован тем, что пытался убить друга детства Ниты, и ушёл. Нита признаётся Кенаю в любви и сама превращается в медведицу. Отец Ниты благосклонно отнёсся к выбору девушки.
Фильм завершается плясками эскимосов, где люди и животные встречают молодую пару всей деревней. Лоси также находят лосих: в сближении им помогли Нита и Кода.

## В ролях
| Актёр              | Персонаж                   |
| ------------------ | -------------------------- |
| Патрик Демпси      | Кенай                      |
| Джереми Суарес     | Кода                       |
| Мэнди Мур          | Нита                       |
| Рик Моранис        | Ратт                       |
| Дэйв Томас         | Тьюк                       |
| Майкл Кларк Дункан | Таг, старый медведь-гризли |
| Андреа Мартин      | Анданте                    |
| Джефф Беннетт      | Атка                       |
| Кэтрин О'Хара      | Ката                       |
| Ванда Сайкс        | Инноко                     |
| Уэнди Малик        | Тетя Сийиний               |
| Кэти Наджими       | Тетя Таккик                |
| Тресс Макнилл      | Хуна                       |
| Джим Каммингс      | Беринга, Чилкут            |
| Джек Вебер         | Молодой Кенай              |
| Джесси Фловер      | Молодая Нита               |

## Производство
Фильм был снят компаниями DisneyToon Studios, Disney Animation Australia и Project Firefly, стартап-анимационной компанией, основанной бывшими сотрудниками Disney Feature Animation Florida.

## Восприятие
На Rotten Tomatoes мультфильм имеет рейтинг 50% со средней оценкой 5,6 из 10.
Восторженные отзывы включали Кевина Карра из 7M Pictures, который написал: «Детям понравится „Братец медвежонок 2“, особенно если им понравился первый фильм. В нём есть хорошее послание и несколько достойных сцен». ReelTalk Movie Reviews сказал: «Хотя продолжения — даже несколько от Disney — часто разочаровывают, это является хранителем, в основном из-за его очаровательного сюжета и необычной фоновой музыки». Брайан Орндорф DVDTalk сказал: «По мере того, как идёт анимационный продукт, который захватывает деньги, „Братец медвежонок 2“ хорошо отдыхает на более низком уровне ожиданий и вряд ли является оскорблением для первого фильма. Не хватает текстуры и блеска, но персонажи настолько сильны и увлекательны, что он всё ещё развлекает». Дэвид Корнелиус, также из DVDTalk, написал: «Сюжет не впечатляет, но всё остальное складывается всеми правильными способами, чтобы компенсировать это. Создатели „Братца медвежонка 2“ снимают проклятие продолжения Disney и прилагают долгожданную попытку». Movie Metropolis сказал: «Когда вы считаете, что Disney имела в виду это производство исключительно для дома, и оно, вероятно, не стоило почти столько, сколько первый фильм, который был снят или продаётся, на самом деле это превосходный продукт… „Братец медвежонок 2“, возможно, не является кинопроизводством Disney первого уровня, но это анимация Disney первого уровня, и этого и сладости сюжетной линии может быть достаточно, чтобы развлечь даже взрослых».
Негативные отзывы высказали мнение об использовании в мультфильме клише и заявили, что сюжет был некачественным по сравнению с его предшественником. Дэвид Нузаир из Reel Film Reviews сказал: «Есть мало сомнений в том, что „Братец медвежонок 2“, по большей части, выглядит как приветливая, но совершенно ненужная работа, поскольку режиссёр Бен Глюк, работающий по сценарию Рича Бёрнса, как правило, не в состоянии от всего сердца захватить и поддержать интерес зрителя — с постоянным акцентом на автономные сегменты (например, центральная троица, столкнувшаяся с несколькими жестокими енотами), гарантируя, что фильм лишь спорадически увлекателен».

## Саундтрек
Саундтрек вышел 15 августа 2006 года.
Слова и музыка всех песен — Мелисса Этеридж.
| №   | Название                        | Исполнитель(и)               | Длительность |
| --- | ------------------------------- | ---------------------------- | ------------ |
| 1.  | «Opening: Brother Bear 2»       |                              | 0:34         |
| 2.  | «Welcome to This Day»           | Мелисса Этеридж              | 2:40         |
| 3.  | «The Dream»                     |                              | 2:08         |
| 4.  | «Father and Daughter»           |                              | 0:54         |
| 5.  | «Nita Confesses Her Fear»       |                              | 0:55         |
| 6.  | «Feels Like Home»               | Мелисса Этеридж и Джош Келли | 3:30         |
| 7.  | «It Will Be Me»                 | Мелисса Этеридж              | 3:35         |
| 8.  | «Koda’s Wish to the Spirits»    |                              | 1:38         |
| 9.  | «I Love You Too»                |                              | 2:42         |
| 10. | «Nita’s Transformation»         |                              | 1:23         |
| 11. | «Welcome to This Day (Reprise)» | Мелисса Этеридж и Джош Келли | 1:33         |